# Merkaere
Der merkaere ist eine typische, wiederkehrende Figur im deutschen Minnesang. Ein merkaere spioniert Liebenden hinterher, verrät geheime Liebschaften, versucht, Rendez-vous zu verhindern, und durch List und Verleumdung die Liebe zum anderen zum Erkalten zu bringen.
Die Figur des merkaere entspricht der des lauzengier in der französischen Trobadordichtung.
Der mittelhochdeutsche Begriff merkaere entspricht etymologisch dem neuhochdeutschen Wort Merker und wird bei Übertragung von Dichtung ins heutige Deutsch mit Merker oder Aufpasser übersetzt. In wissenschaftlichem Zusammenhang bleibt der mittelhochdeutsche Begriff meist unübersetzt.